# Уолтон, Элис
Элис Луиза Уолтон (англ. Alice Louise Walton; род. 2 октября 1949, Ньюпорт, Арканзас) — американский миллиардер, дочь основателя корпорации «Walmart» Сэма Уолтона и его жены Хелен Уолтон. Согласно индексу миллиардеров «Bloomberg», в октябре 2022 года она была второй по богатству женщиной в мире и 19-й богатейшим человеком в мире с состоянием $59 млрд. Весной 2023 года «Forbes» оценил её капитал в $56,7 млрд и переместил на третью строчку в рейтинге самых богатых женщин мира.

## Биография
Элис Уолтон родилась 7 октября 1949 года, в семье Сэмюэла Мура Уолтона и Хелен Робсон Уолтон, основателей сети магазинов «Walmart». Своё детство она провела в родительском поместье в Ньюпорте, штат Арканзас. Кроме неё в семье было трое братьев, Роб, Джим и Джон.
После успешного окончания школы, она поступила в Университет Тринити (Сан-Антонио, штат Техас). Здесь она получила степень бакалавра финансовой и экономической деятельности. Свою карьеру она начала, работая по специальности в семейной компании. Позже Уолтон работала заместительницей председателя и занималась руководством всех мероприятий, которые были связаны с инвестициями банка «Arvest». В 1988 году Элис Уолтон стала основательницей собственной инвестиционной финансовой организации «Llama». Она стала президентом собственного банка, одновременно была председательницей и гендиректором. После смерти отца закрыла свой банк и уехала жить в Техас, на ранчо Миллсап, где занялась разведением лошадей.
Уолтон увлекается коллекционированием картин. В 2004 году на аукционе, который проходил в Нью-Йорке, она приобрела предметов искусства на 20 млн долларов. В 2005 году Элис Уолтон купила коллекцию картин пейзажиста Ашера Браун Дюрана, а также приобрела работы Уинслоу Хомера и Эдварда Гоппера.
Она спонсирует знаменитых художников и поэтов и принимает активное участие в культурной жизни США. Благодаря любви к искусству Уолтон приняла активное участие в «Фонде семьи Уолтон» и стала его главой. Благодаря этой организации Музей развития американского искусства получил возможность дальнейшего развития. В музее открыты учебные курсы и организуются культурные сообщества. Элис Уолтон также финансирует государственные проекты, среди которых строительство аэропорта в Бентонвилле в 1998 году, один из терминалов которого был назван её именем.

## Личная жизнь
Элис Уолтон впервые вышла замуж в возрасте 24 лет. Её избранником стал банкир из Луизианы. Но их брак просуществовал недолго, и через 2,5 года супруги развелись. Во второй раз Уолтон вышла замуж за рабочего, который строил бассейн у них в доме, однако и этот брак закончился разводом.

## Ссылка
- Миллиардеры мира по версии «Forbes»: Элис Уолтон (2007)
- 400 богатейших американцев по версии «Forbes»: Элис Уолтон (2007)